# Parsonsia howeana
Parsonsia howeana är en oleanderväxtart som beskrevs av J.B. Williams. Parsonsia howeana ingår i släktet Parsonsia och familjen oleanderväxter. Inga underarter finns listade i Catalogue of Life.